# Desafio Internacional da Cidade do Cabo de 2012
O Desafio Internacional da Cidade do Cabo de 2012 foi a segunda edição deste torneio de futebol, que é disputado a cada dois anos na Cidade do Cabo, África do Sul. Neste ano a competição ocorreu entre os dias de 25 de maio e 3 de junho.
O torneio não tem nome oficial e também é chamado de Desafio Internacional Sub-20 da Cidade do Cabo, ou Torneio Internacional 8 Nações.
O torneio é aberto às seleções Sub-20 e é organizado pela Associação de Futebol da África do Sul. O Japão foi representado pelo seu time Sub-19.

## Fase de grupos

### Grupo A
| Equipe        | Pts | J | V | E | D | GP | GC | SG |
| ------------- | --- | - | - | - | - | -- | -- | -- |
| Argentina     | 7   | 3 | 2 | 1 | 0 | 4  | 1  | 3  |
| África do Sul | 6   | 3 | 2 | 0 | 1 | 4  | 3  | 1  |
| Gana          | 4   | 3 | 1 | 1 | 1 | 3  | 4  | -1 |
| Nigéria       | 0   | 3 | 0 | 0 | 3 | 2  | 5  | -3 |

| 25 de maio | África do Sul | 1 – 3 | Argentina | Athlone Stadium |
| 18:00      |               |       |           |                 |

| 25 de maio | Gana | 3 – 2 | Nigéria | Athlone Stadium |
| 20:30      |      |       |         |                 |

| 27 de maio | África do Sul | 2 – 0 | Gana | Estádio da Cidade do Cabo |
| 14:00      |               |       |      |                           |

| 27 de maio | Argentina | 1 – 0 | Nigéria | Estádio da Cidade do Cabo |
| 16:30      |           |       |         |                           |

| 29 de maio | África do Sul | 1 – 0 | Nigéria | Athlone Stadium |
| 18:00      |               |       |         |                 |

| 29 de maio | Argentina | 0 – 0 | Gana | Athlone Stadium |
| 20:30      |           |       |      |                 |

### Grupo B
| Equipe   | Pts | J | V | E | D | GP | GC | SG |
| -------- | --- | - | - | - | - | -- | -- | -- |
| Brasil   | 9   | 3 | 3 | 0 | 0 | 9  | 1  | 8  |
| Japão    | 6   | 3 | 2 | 0 | 1 | 6  | 7  | -1 |
| Camarões | 3   | 3 | 1 | 0 | 2 | 3  | 3  | 0  |
| Quénia   | 0   | 3 | 3 | 0 | 0 | 2  | 9  | -7 |

| 26 de maio | Quénia | 2 – 3 | Japão | Estádio da Cidade do Cabo |
| 14:00      |        |       |       |                           |

| 26 de maio | Brasil | 1 – 0 | Camarões | Estádio da Cidade do Cabo |
| 16:30      |        |       |          |                           |

| 28 de maio | Brasil | 4 – 0 | Quénia | Estádio da Cidade do Cabo |
| 18:00      |        |       |        |                           |

| 28 de maio | Camarões | 1 – 2 | Japão | Estádio da Cidade do Cabo |
| 20:30      |          |       |       |                           |

| 30 de maio | Brasil | 4 – 1 | Japão | Athlone Stadium |
| 18:00      |        |       |       |                 |

| 30 de maio | Camarões | 2 – 0 | Quénia | Athlone Stadium |
| 20:30      |          |       |        |                 |

## Fase final
|  | Semifinais                   | Semifinais                   |   |                                        | Final                                  | Final |  |
|  |                              |                              |   |                                        |                                        |       |  |
|  | 1 de junho - Athlone Stadium |                              |   |                                        |                                        |       |  |
|  | Argentina                    | 1                            |   |                                        |                                        |       |  |
|  | Japão                        | 0                            |   |                                        |                                        |       |  |
|  |                              |                              |   |                                        |                                        |       |  |
|  |                              |                              |   |                                        | 3 de junho - Estádio da Cidade do Cabo |       |  |
|  |                              |                              |   |                                        | Argentina                              | 0     |  |
|  |                              | Brasil                       | 2 |                                        |                                        |       |  |
|  |                              |                              |   |                                        |                                        |       |  |
|  |                              |                              |   |                                        |                                        |       |  |
|  |                              |                              |   |                                        | Terceiro lugar                         |       |  |
|  | 1 de junho - Athlone Stadium | 1 de junho - Athlone Stadium |   | 3 de junho - Estádio da Cidade do Cabo | 3 de junho - Estádio da Cidade do Cabo |       |  |
|  | Brasil                       | 2(4)                         |   | Japão                                  | 1(6)                                   |       |  |
|  | África do Sul                | 2(3)                         |   |                                        | África do Sul                          | 1(7)  |  |

### Semi finais
| 1 de junho | Argentina | 1 – 0 | Japão | Athlone Stadium |
| 18:00      |           |       |       |                 |

| 1 de junho | Brasil | 2 – 2 Pênaltis 4 – 3 | África do Sul | Athlone Stadium |
| 20:30      |        |                      |               |                 |

### Terceiro lugar
| 3 de junho | Japão | 1 – 1 Pênaltis 6 – 7 | África do Sul | Estádio da Cidade do Cabo |
| 14:00      |       |                      |               |                           |

### Final
| 3 de junho | Argentina | 0 – 2 | Brasil | Estádio da Cidade do Cabo |
| 16:30      |           |       |        |                           |

## Premiações
| Desafio Internacional da Cidade do Cabo de 2012 |
| ----------------------------------------------- |
| Brasil Campeão (Primeiro título)                |

### Individuais
| Melhor Jogador | Melhor Goleiro:          | Artilheiro      |
| -------------- | ------------------------ | --------------- |
| Misael Bueno   | Argentina Andres Mehring | Thabani Mthembu |